# 11月28日
11月28日（じゅういちがつにじゅうはちにち）は、グレゴリオ暦で年始から332日目（閏年では333日目）にあたり、年末まであと33日ある。

## できごと

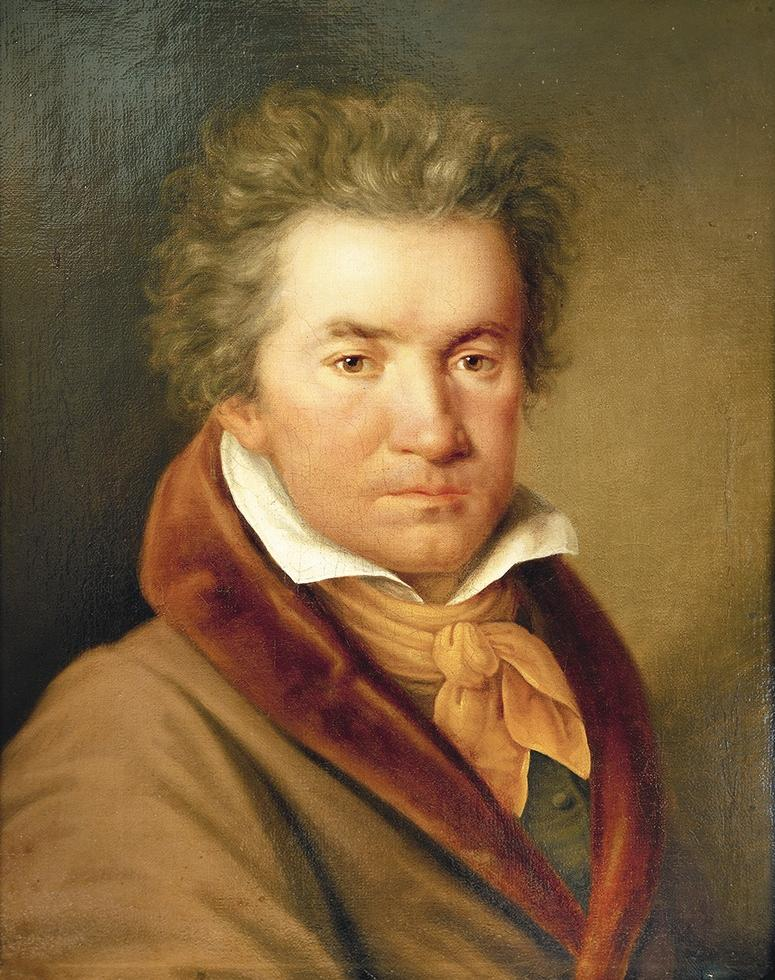
ピアノ協奏曲第5番「皇帝」が初演(1811)

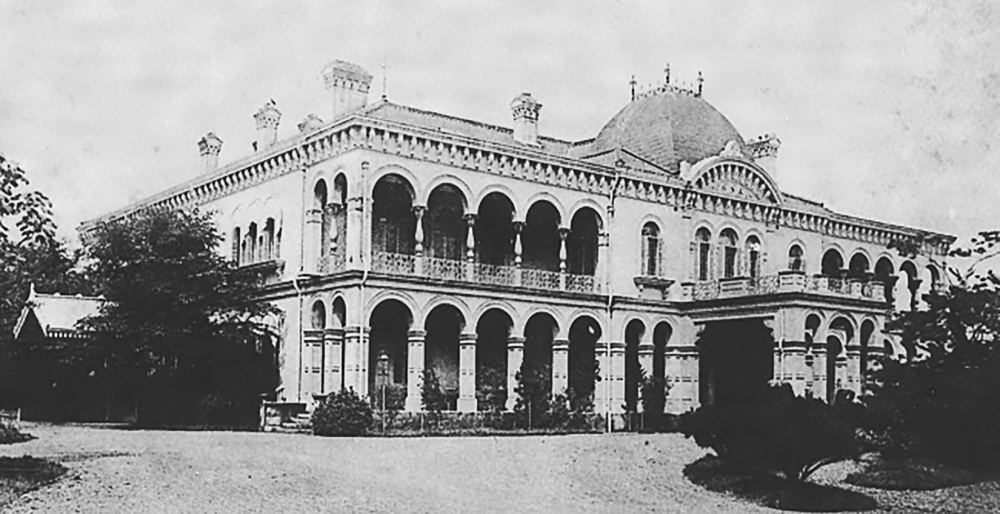
鹿鳴館開館(1883)

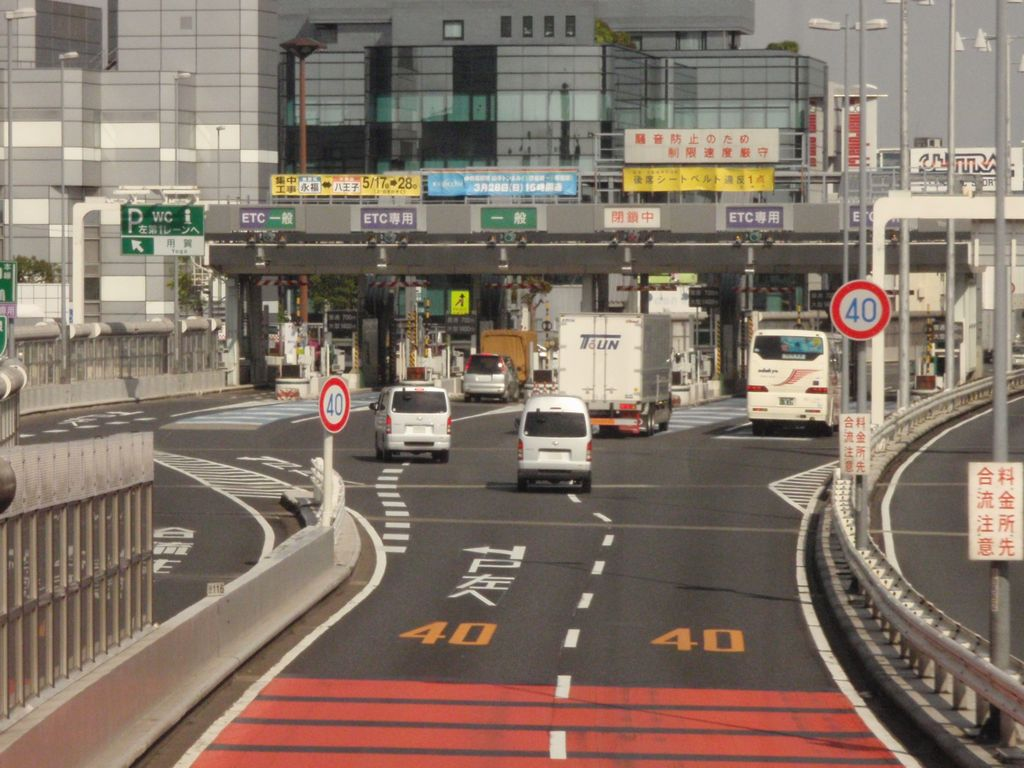
危険運転致死傷罪成立の契機となった東名高速飲酒運転事故(1999)。事件現場の首都高速3号渋谷線用賀本線料金所

- 1520年 - フェルディナンド・マゼランが太平洋に到達。
- 1660年 - 王立協会創設。
- 1811年 - ベートーヴェンのピアノ協奏曲第5番『皇帝』が初演[1]。
- 1821年 - パナマがスペインから独立し、大コロンビアに加入。
- 1843年 - ハワイ王国がイギリスとフランスから公式に独立国として承認される。
- 1880年 - 北海道初の鉄道である官営幌内鉄道手宮～札幌間が開業。
- 1883年 - 東京・麹町に日本初の洋式社交クラブ鹿鳴館が開館[2]。
- 1896年 - 日本歯科医会設立[3]。
- 1905年 - アーサー・グリフィスらがシン・フェイン党を創設。
- 1906年 - 駿豆電気鉄道が、沼津停車場前〜三島六反田間で開業。1957年（昭和32年）に伊豆箱根鉄道となるが、1963年（昭和38年）2月4日に軌道線を全線廃止。
- 1912年 - アルバニアがオスマン帝国からの独立を宣言。
- 1914年 - 北海道夕張炭鉱でガス爆発。死者422人[4]。
- 1924年 - 孫文が神戸で大アジア主義講演を行う。
- 1928年 - 高柳健次郎がブラウン管受像方式テレビの公開実験。
- 1943年 - 第二次世界大戦: テヘラン会談。
- 1947年 - 私鉄経営者連盟結成。
- 1951年 - 神奈川県小田原市で火災。市街地321戸が全焼[5]。
- 1956年 - 韓国外務部長官代理曺正煥（朝鮮語版）がソウルで米駐韓大使ウォルター・C・ダウリング（英語版）と米韓友好通商航海条約を締結する。
- 1959年 - アメリカでテレビドラマ『ローハイド』が放送開始。
- 1960年 - モーリタニアがフランスから独立。
- 1964年 - アメリカの火星探査機「マリナー4号」が打ち上げ。
- 1969年 - 黒い霧事件: コミッショナー委員会が永易将之を日本プロ野球初の永久追放処分とする。
- 1971年 - 上越新幹線・東北新幹線の起工式。
- 1972年 - 日本航空シェレメーチエヴォ墜落事故
- 1975年 - 東ティモールがポルトガルからの独立を宣言。
- 1979年 - ニュージーランド航空901便エレバス山墜落事故。257名全員死亡。
- 1983年 - 衆議院解散（田中判決解散）。
- 1987年 - 南アフリカ航空295便墜落事故。159名全員死亡。
- 1988年 - 国立大学女性教授通称使用を求める訴訟、東京地裁（1993年敗訴、1998年東京高裁で和解）。選択的夫婦別姓運動の先駆け。
- 1990年 - ジョン・メージャーがイギリスの首相に就任。
- 1991年 - 南オセチアがグルジアからの独立を宣言。
- 1991年 - 日蓮正宗が、創価学会及びSGIを破門する[6]。
- 1994年 - ノルウェーのEU加盟が、国民投票の結果1972年に続き否決される。
- 1997年 - 宇宙開発事業団がドッキング技術試験衛星「きく7号」、熱帯降雨観測衛星「TRMM」を打上げ。
- 1999年 - 東名高速飲酒運転事故が発生。
- 2000年 - 岩手県二戸市で飲酒運転の運転手による車が小学生の列に激突。2人が死亡、6人が怪我を負った[7]。
- 2013年 - 広島高等裁判所岡山支部で一票の格差最大4.77倍という状態で第23回参議院議員通常選挙を初めて違憲かつ無効であるとの判決を下す。
- 2016年 - ラミア航空2933便墜落事故が発生[8]。
- 2017年 - 北海道渡島小島に不審船が停泊していることを北海道警察のヘリコプターが確認。以後、島内の施設破壊、窃盗行為が明らかになった。
- 2024年 - 猪口邦子参院議員宅で火災。夫と長女が死亡。

## 誕生日

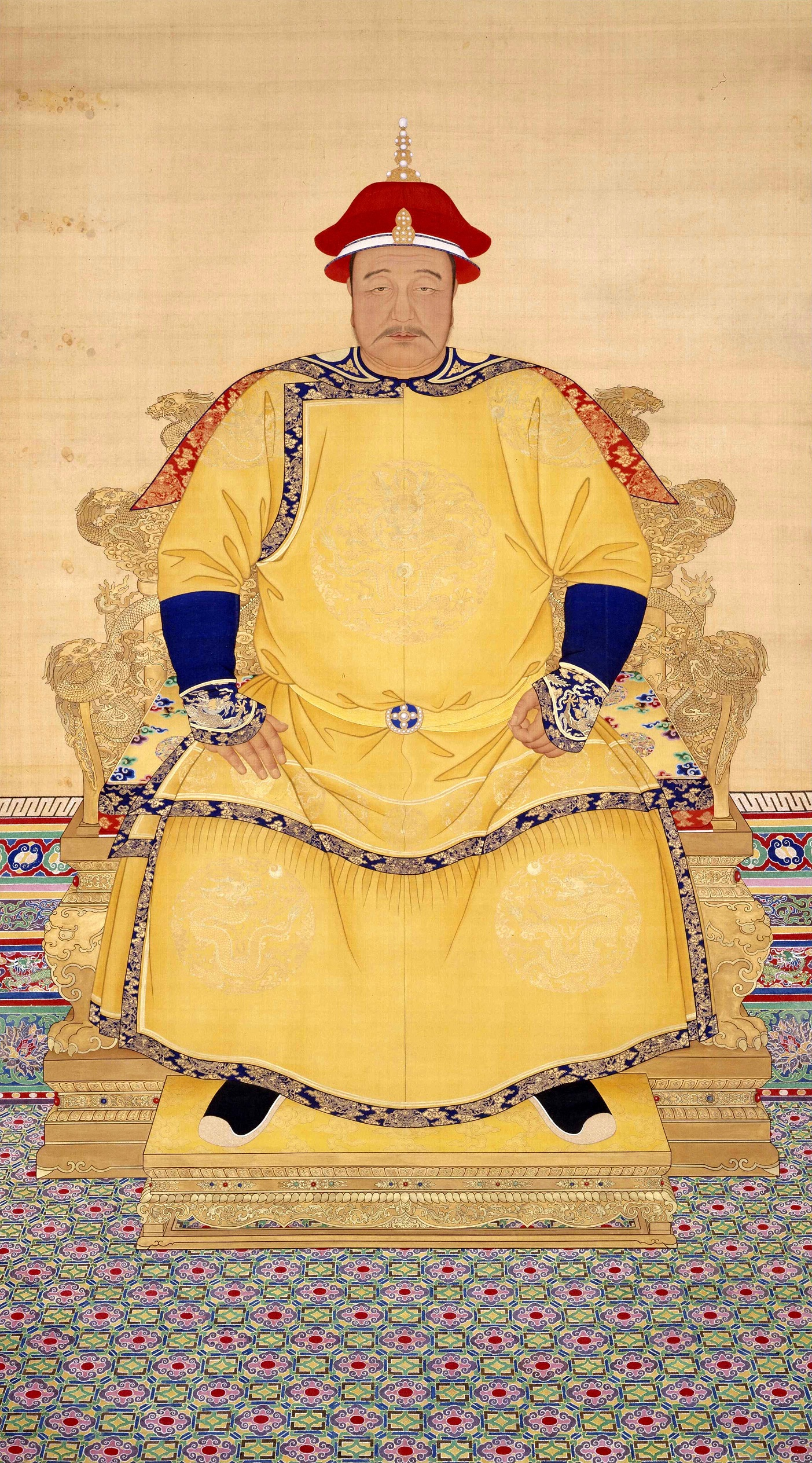
清の第2代皇帝、 ホンタイジ(1592-1643)誕生

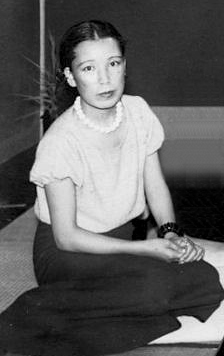
小説家、 宇野千代(1897-1996)誕生

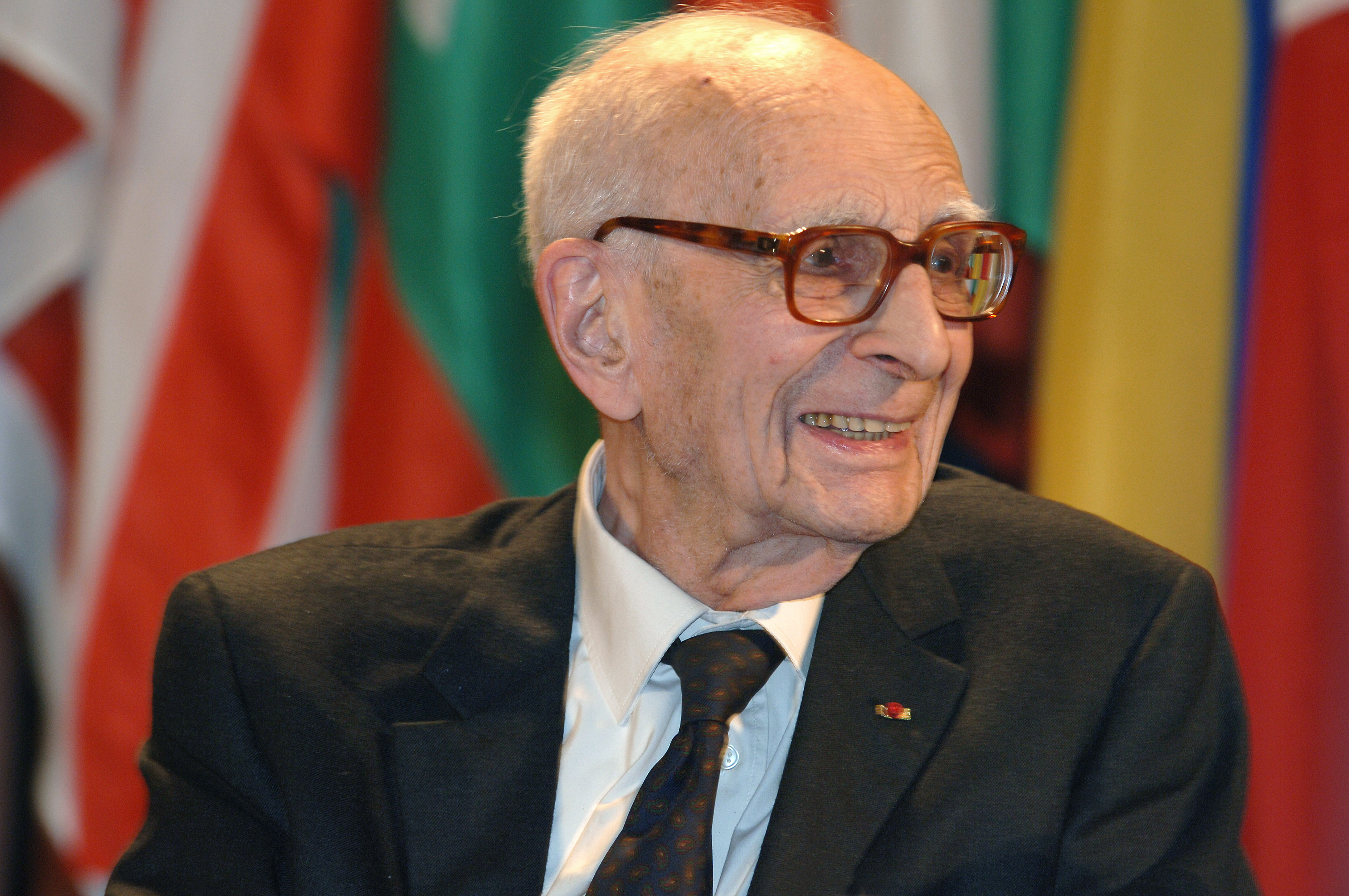
現代構造主義の開祖、 クロード・レヴィ＝ストロース(1908-2009)誕生

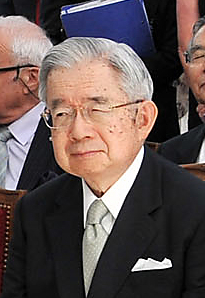
常陸宮正仁親王(1935-)誕生

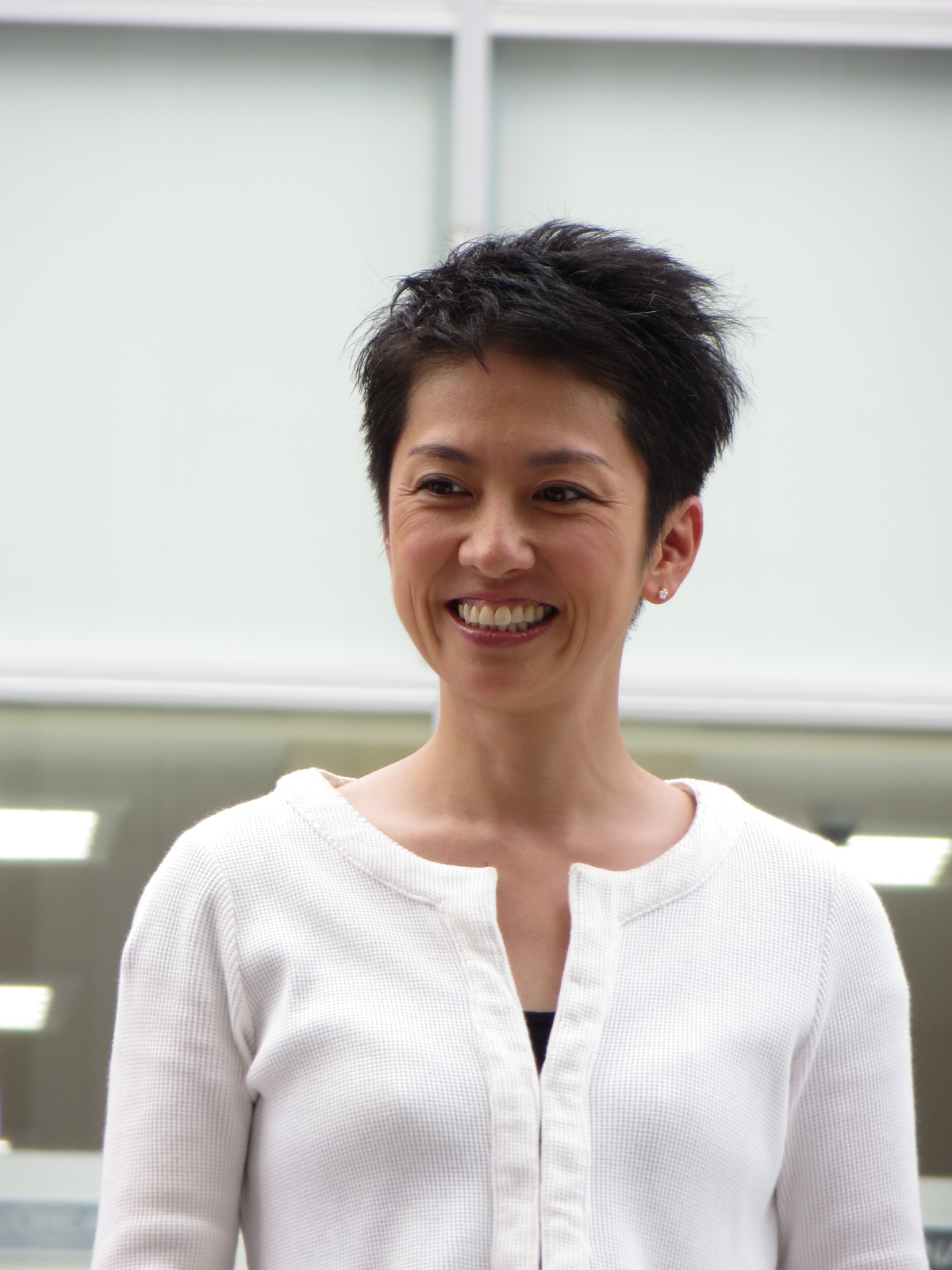
蓮舫(1967-)誕生

- 1563年（永禄6年11月13日） - 細川忠興、小倉藩の初代藩主（+ 1646年）
- 1592年（万暦20年10月25日） - ホンタイジ、清の第2代皇帝（+ 1643年）
- 1628年 - ジョン・バニヤン、教役者、文学者（+ 1688年）
- 1632年 - ジャン＝バティスト・リュリ、作曲家（+ 1687年）
- 1659年（万治2年10月14日） - 小出英利、園部藩の第3藩主（+ 1713年）
- 1673年（延宝元年10月20日） - 松平忠雄、島原藩の第2藩主（+ 1736年）
- 1754年（宝暦4年10月15日） - 黒田長恵、秋月藩の第6藩主（+ 1774年）
- 1757年 - ウィリアム・ブレイク、画家、詩人、銅版画職人（+ 1827年）
- 1810年 - ウィリアム・フルード、技術者、水力学者、船舶工学者（+ 1879年）
- 1820年 - フリードリヒ・エンゲルス、経済学者（+ 1895年）
- 1823年（文政6年10月26日） - 阿部正定、白河藩の第5藩主（+ 1848年）
- 1829年 - アントン・ルビンシテイン、ピアニスト、作曲家（+ 1894年）
- 1868年 - フランティシェク・ドルドラ、ヴァイオリニスト（+ 1944年）
- 1878年 - 寺田寅彦、物理学者（+ 1935年）
- 1881年 - シュテファン・ツヴァイク、小説家、評論家（+ 1942年）
- 1889年 - 伊沢蘭奢、女優（+ 1928年）
- 1897年 - 宇野千代、小説家（+ 1996年）
- 1908年 - クロード・レヴィ＝ストロース、社会人類学者、思想家（+ 2009年）
- 1915年 - 梅園龍子、女優（+ 1993年）
- 1919年 - 井筒研一、プロ野球選手（+ 1992年）
- 1920年 - セシリア・カレッジ、フィギュアスケート選手（+ 2008年）
- 1922年 - ウェス・ウエストラム、プロ野球選手（+ 2002年）
- 1926年 - 原田清、元プロ野球選手
- 1927年 - 三宅進、実業家、婦人之友社元社長
- 1928年 - ピノ・ランチェッティ、ファッションデザイナー（+ 2007年）
- 1929年 - 向田邦子、小説家（+ 1981年）
- 1929年 - 上田誠也、地球物理学者（+ 2023年）
- 1929年 - 石原照夫、プロ野球選手（+ 2006年）
- 1930年 - 大崎昭夫、プロ野球選手（+ 2015年）
- 1932年 - 服部武夫、元プロ野球選手
- 1935年 - 常陸宮正仁親王、皇族
- 1935年 - 城卓矢、歌手（+ 1989年）
- 1936年 - 里見浩太朗、俳優
- 1938年 - 岡野義光、元プロ野球選手
- 1940年 - 鴻池祥肇、政治家（+ 2018年）
- 1941年 - 明石勇、アナウンサー
- 1941年 - 大坂雅彦、元プロ野球選手
- 1942年 - マノロ・ブラニク、ファッションデザイナー
- 1943年 - ランディ・ニューマン、シンガーソングライター
- 1944年 - 福井威夫、実業家、本田技研工業代表取締役社長
- 1945年 - 中曽根弘文、政治家
- 1946年 - 二宮和弘、柔道家
- 1947年 - 渡辺篤史、俳優
- 1947年 - 藤本和宏、元プロ野球選手
- 1949年 - 名木田恵子、児童文学作家
- 1949年 - アレクサンダー・ゴドノフ、バレエダンサー、俳優（+ 1995年）
- 1950年 - エド・ハリス、俳優
- 1950年 - 与那城ジョージ、サッカー選手、指導者
- 1950年 - 大口広司、ドラマー（ザ・テンプターズ）（+ 2009年）
- 1951年 - あべ静江、歌手、女優
- 1951年 - ロック岩崎、プロエアショーパイロット（+ 2005年）
- 1951年 - 青山一也、俳優
- 1952年 - ロルフ・エステルライヒ、フィギュアスケート選手
- 1953年 - 大貫妙子、ミュージシャン
- 1953年 - 松平健、俳優、歌手
- 1953年 - 八木茂、元プロ野球選手
- 1955年 - 馬淵史郎、高校野球指導者、明徳義塾高等学校野球部監督
- 1957年 - 松木安太郎、元サッカー選手、指導者
- 1957年 - 樋口泰行、実業家
- 1957年 - 古口哲、ボクサー
- 1958年 - 新藤栄作、俳優
- 1958年 - 広岡瞬、俳優
- 1958年 - 木原彰彦、元プロ野球選手
- 1959年 - 松原みき、シンガーソングライター（+ 2004年）
- 1959年 - 井上敏樹、脚本家
- 1960年 - ジョン・ガリアーノ、ファッションデザイナー
- 1961年 - 小木茂光、俳優
- 1961年 - 福田洋也、ギタリスト
- 1961年 - アルフォンソ・キュアロン、映画監督
- 1962年 - マット・キャメロン、ミュージシャン（パール・ジャム）
- 1963年 - 清水信明、元プロ野球選手
- 1963年 - ウォルト・ワイス、元プロ野球選手、監督
- 1965年 - 風間ルミ、シュートボクサー、タレント（+ 2021年）
- 1965年 - 菊池均也、俳優
- 1965年 - 太田貴、元プロ野球選手
- 1966年 - 安田成美、女優
- 1966年 - 吉田剛、元プロ野球選手
- 1966年 - 川越一成、撮影監督
- 1967年 - 原田知世、歌手、女優
- 1967年 - 蓮舫、政治家、元タレント
- 1967年 - アンナ・ニコル・スミス、モデル、女優（+ 2007年）
- 1968年 - ken、ギタリスト（L'Arc〜en〜Ciel）
- 1968年 - スコット・シェルドン、元プロ野球選手
- 1968年 - 兼清麻美、元アナウンサー
- 1969年 - 堀内健、お笑いタレント（ネプチューン）
- 1969年 - ロブ・ネン、元プロ野球選手
- 1969年 - コールマン・ドミンゴ、俳優
- 1972年 - イェスパー・ストロムブラード、ミュージシャン（イン・フレイムス）
- 1972年 - ホセ・パーラ、元プロ野球選手
- 1972年 - 名波浩、元プロサッカー選手、指導者
- 1972年 - 松雪泰子、女優
- 1972年 - 赤城進、声優
- 1973年 - 奈須きのこ、小説家、シナリオライター
- 1973年 - 海野ゆかり、競艇選手
- 1973年 - 本部めぐみ、競艇選手
- 1973年 - 水野涼子、アナウンサー
- 1973年 - 上平真二、ボートレーサー
- 1974年 - KYO-SUKE、プロマジシャン、俳優
- 1975年 - 飯野智行、舞台俳優、タレント
- 1975年 - 原田マサオ、声優
- 1975年 - 下田崇、元サッカー選手
- 1975年 - バカリズム、お笑いタレント、脚本家
- 1975年 - キミーブラウニー、ミュージシャン、お笑い芸人
- 1975年 - ムハンマド・スイスメズ、ミュージシャン
- 1975年 - サティアー、ミュージシャン
- 1975年 - シロ・リセア、野球選手
- 1976年 - ジェイク・サリバン、政治家、第29代国家安全保障問題担当大統領補佐官
- 1977年 - 施川ユウキ、漫画家
- 1977年 - ファビオ・グロッソ、元プロサッカー選手
- 1977年 - 糸井羊司、アナウンサー
- 1977年 - 平野哲史、元アナウンサー
- 1978年 - 大森隆弘、卓球選手
- 1978年 - 長塚智広、競輪選手
- 1978年 - 八木早希、アナウンサー
- 1978年 - オーランド・ロマン、元プロ野球選手
- 1979年 - 林昌樹、元プロ野球選手
- 1979年 - マイク・シュルツ、元プロ野球選手
- 1979年 - チャド・イアン・マレーン、お笑い芸人（チャド・マレーン）
- 1980年 - 樽美酒研二、タレント（ゴールデンボンバー）
- 1980年 - 河井ゆずる、お笑い芸人（アインシュタイン）
- 1981年 - 上園和明、元サッカー選手
- 1982年 - 辻村明須香、プロゴルファー
- 1983年 - 折原みか、タレント
- 1983年 - 芦原英智、プロ野球審判員
- 1984年 - 吉井小百合、スピードスケート選手
- 1984年 - エリザベス・パットナム、フィギュアスケート選手
- 1986年 - 鳥羽月子、声優
- 1986年 - 野田クリスタル、お笑いタレント（マヂカルラブリー）
- 1986年 - 松村泰一郎、俳優、子役
- 1986年 - 新中剛史、元サッカー選手、指導者
- 1987年 - カレン・ギラン、女優
- 1987年 - 木下達生、元プロ野球選手
- 1987年 - 的場勇人、騎手
- 1987年 - 蔦絵梨奈 、タレント、政治家
- 1987年 - 渡辺裕介 、競艇解説者
- 1988年 - 宇治川麗菜、タレント
- 1988年 - 藤春廣輝、サッカー選手
- 1989年 - 恒吉梨絵、女優、タレント
- 1989年 - ダニー・ハルツェン、元プロ野球選手
- 1989年 - エンジェル・サンチェス、プロ野球選手
- 1989年 - ヒグチアイ、シンガーソングライター
- 1990年 - 柏静香、タレント
- 1990年 - 長田美雪、声優
- 1990年 - ブラッドリー・スミス、オートバイレーサー
- 1990年 - ストューカス・美香子、モデル
- 1990年 - LIKIYA、パフォーマー（THE RAMPAGE from EXILE TRIBE）
- 1991年 - 河北麻友子、モデル、女優
- 1991年 - 丸尾知司、陸上競技選手
- 1991年 - 鈴木湧太、元タレント（元ジャニーズJr.）
- 1992年 - あんにゅ、ミュージシャン（コアラモード.）
- 1994年 - 日比野菜緒、テニス選手
- 1994年 - 梶原岳人、声優
- 1994年 - 青山大紀、元プロ野球選手
- 1994年 - 佐野恵太、プロ野球選手
- 1996年 - 高見奈央、タレント、歌手、アイドル（元ベイビーレイズJAPAN）
- 1996年 - 六世野村万之丞、狂言師
- 1996年 - 松本航、プロ野球選手
- 1996年 - 正門良規、アイドル（Aぇ! group）
- 1996年 - 中村ひかる、サッカー選手
- 1996年 - 上谷沙弥、プロレスラー
- 1997年 - 峯田茉優、声優
- 1997年 - こうちゃん、YouTuber (元QuizKnock)、クイズプレイヤー
- 1998年 - 藤田真央、ピアニスト
- 2000年 - 古賀英里奈、声優、歌手
- 2001年 - マックス・パーク、ルービックキューバー
- 2001年 - 亀山真依、熊本放送アナウンサー
- 2003年 - 今村聖奈、騎手
- 2003年 - 甲斐心愛、アイドル（KLP48・元STU48）
- 2005年 - 濵田泰希、プロ野球選手
- 2016年 - 石塚七菜子、子役
- 生年非公表 - 五藤めぐみ、フリーアナウンサー
- 生年非公表 - 山田尚子、アニメーター、アニメーション監督
- 生年不詳 - 上田純子、声優
- 生年不詳 - 沼田智佳、声優
- 生年不詳 - 真砂勝美、元俳優、元声優

## 忌日

### 人物
- 740年（天平12年11月1日） - 藤原広嗣、奈良時代の廷臣
- 1170年 - オーウェン・グウィネズ、ウェールズ・グウィネズ君主（* 1100年以前）
- 1183年（寿永2年閏10月12日） - 妹尾兼康、平安時代の武将（* 1123年）
- 1456年（康正2年11月1日） - 馬加康胤、室町時代の武将（* 1398年?）
- 1585年 - エルナンド・フランコ、作曲家（* 1532年）
- 1680年 - ジャン・ロレンツォ・ベルニーニ、彫刻家、建築家、画家（* 1598年）
- 1694年（元禄7年10月12日） - 松尾芭蕉、俳諧師（* 1644年）
- 1794年 - フリードリッヒ・ヴィルヘルム・フォン・シュトイベン、プロイセン王国の軍人（* 1730年）
- 1794年 - チェーザレ・ベッカリーア、法学者、経済学者（* 1738年）
- 1815年 - ヨハン・ペーター・ザーロモン、指揮者、作曲家、ヴァイオリニスト（* 1745年）
- 1856年（安政3年11月1日） - 広瀬淡窓、儒学者、漢詩人（* 1782年）
- 1859年 - ワシントン・アーヴィング、小説家（* 1783年）
- 1884年 - 間部詮勝、元江戸幕府老中、鯖江藩主（* 1804年）
- 1914年 - ヴィルヘルム・ヒットルフ、物理学者、化学者（* 1824年）
- 1939年 - ジェームズ・ネイスミス、バスケットボール考案者として知られる体育指導者（* 1861年）
- 1945年 - ドワイト・フィリー・デイヴィス、第49代アメリカ合衆国陸軍長官（* 1879年）
- 1947年 - フィリップ・ルクレール、フランスの将軍（* 1902年）
- 1947年 - イェオリ・シュネーヴォイクト、指揮者、チェリスト（* 1872年）
- 1948年 - 井上篤太郎、実業家、京王電気軌道（京王電鉄の前身）の実質的創業者（* 1859年）
- 1954年 - エンリコ・フェルミ、理論物理学者（* 1901年）
- 1956年 - 石川三四郎、社会運動家（* 1876年）
- 1960年 - 常ノ花寛市、大相撲第31代横綱（* 1896年）
- 1960年 - リチャード・ライト、小説家（* 1908年）
- 1961年 - 庄司総一、小説家、詩人、台湾文学者（* 1906年）
- 1962年 - ウィルヘルミナ、元オランダ女王（* 1880年）
- 1966年 - 桂小文治、落語家（* 1893年）
- 1966年 - ヴィットリオ・ジャンニーニ、作曲家（* 1903年）
- 1967年 - レオン・ムバ、政治家、初代ガボン大統領（* 1902年）
- 1968年 - イーニッド・ブライトン、児童文学作家（* 1897年）
- 1970年 - 伊木寿一、歴史学者（* 1883年）
- 1972年 - ハヴァーガル・ブライアン、作曲家（* 1876年）
- 1975年 - 田中彰治、政治家、元自民党衆議院議員（* 1903年）
- 1977年 - ボブ・ミューゼル、プロ野球選手（* 1896年）
- 1985年 - 白洲次郎、実業家（* 1902年）
- 1986年 - エミリオ・スカナヴィーノ、画家、彫刻家（* 1922年）
- 1987年 - ハル薗田、プロレスラー（* 1956年）
- 1988年 - 荒金啓治、政治家、大分県別府市長（* 1897年）
- 1992年 - シドニー・ノーラン、画家（* 1917年）
- 1993年 - 水原明窗、切手収集家（* 1924年）
- 1994年 - ジェリー・ルービン、政治活動家（* 1938年）
- 1994年 - ジェフリー・ダーマー 、連続殺人犯（* 1960年）
- 1995年 - 横沢三郎、プロ野球監督、パシフィック・リーグ審判部長（* 1904年）
- 1997年 - 三津田健、俳優（* 1902年）
- 1999年 - 佐藤誠三郎、政治学者、東京大学名誉教授（* 1932年）
- 2000年 - 木村武千代、政治家（* 1910年）
- 2002年 - 西村正夫、元プロ野球選手、プロ野球監督（* 1912年）
- 2002年 - 吉原幸子、詩人（* 1932年）
- 2004年 - 兼坂弘、自動車技術者、評論家（* 1923年）
- 2006年 - 小田切みき、女優（* 1930年）
- 2007年 - 河地重蔵、中国史学者、大阪市立大学名誉教授（* 1928年）
- 2008年 - 井出源四郎、医学者、第8代千葉大学学長（* 1920年）
- 2009年 - 梶原武雄、囲碁棋士（* 1923年）
- 2009年 - 斎藤耕一、映画監督、写真家（* 1929年）
- 2010年 - レスリー・ニールセン、俳優（* 1926年)
- 2010年 - シルヴィア、歌手（* 1958年）
- 2011年 - 長谷川利治、計算機科学者、京都情報大学院大学学長（* 1934年）
- 2011年 - 木村隆文、教育者、青森山田学園理事長（* 1940年）
- 2012年 - 岡部桂一郎、歌人（* 1915年）
- 2012年 - ジェイムズ・ホジソン、政治家、外交官、元労働長官、駐日アメリカ合衆国大使（* 1915年）
- 2012年 - 本田武久、声楽家、テノール歌手（* 1971年）
- 2014年 - 菅原文太、俳優（* 1933年）
- 2018年 - 勝谷誠彦、コラムニスト（* 1960年）
- 2019年 - 矢島信男、特撮監督（* 1928年）
- 2020年 - デヴィッド・プラウズ、俳優（* 1935年）
- 2021年 - 二代目中村吉右衛門、歌舞伎俳優（* 1944年）
- 2021年 - ノロドム・ラナリット、カンボジアの王族、政治家（* 1944年）
- 2021年 - アンドレイ・ホテーエフ、ピアニスト（* 1946年）
- 2022年 - 新垣武、囲碁棋士（* 1956年）
- 2022年 - 渡辺徹、俳優、歌手（* 1961年）
- 2023年 - 大石清、プロ野球選手（* 1940年）
- 2024年 - 山際永三、映画監督（* 1932年）

### 人物以外（動物など）
- 2021年 - ダイワテキサス、競走馬（* 1993年）

## 記念日・年中行事
- 独立記念日（ アルバニア）
1912年にアルバニアがオスマン帝国からの独立を宣言した日。
- 独立記念日（ モーリタニア）
1960年にモーリタニアがフランスから独立した日。
- スペインからの独立記念日（ パナマ）
1821年にパナマがスペインから独立し大コロンビアの一州となった日。
- 魂の独立記念日（ 創価学会・創価学会インタナショナル）
1991年に創価学会が日蓮正宗から破門された日。（C作戦）
- 税関記念日（ 日本）
明治5年（1872年）旧暦11月28日、運上所の呼称を「税関」に統一することが決定されたことを記念[9]。
- 太平洋記念日
1520年11月28日に、ポルトガルの航海者フェルディナンド・マゼランが、後にマゼラン海峡と命名される南米大陸南端の海峡を通過して太平洋に出たことに由来。マゼランは、その時「El Mare Pacificum（平穏な海）」と表現している。彼の船は初めて世界を一周して帰国し、地球が丸いことを証明した。
- いいニーハイの日（ 日本）
インターネット上では、「いいニーハイ」の語呂合わせで11月28日を「ニーハイの日」とし、ニーハイソックスの画像等を投稿する遊びがある。
- 親鸞聖人御正忌報恩講（ 日本）
浄土真宗の宗祖親鸞聖人の御祥月命日（旧暦11月28日、新暦1月16日）に、宗祖に対する報恩感謝のために営まれる法要。東本願寺では11月21日から28日までの一週間勤められる[10]。また、西本願寺では新暦に直した1月9日から16日まで勤められる[11]。
真宗十派の御正忌報恩講の日程は、真宗教団連合のサイトで確認できる[12]。
- フランスパンの日（ 日本）
日本フランスパン友の会が制定した。11月28日を「いいフランスパン」と読ませることから[13]。